# Gastronomía de Cuba
La gastronomía de Cuba es una fusión de las costumbres taínas, la cocina española, la africana y la caribeña. Las recetas cubanas comparten las sabidurías de la combinación entre las especias y las técnicas heredadas o por los nativos taínos, y posteriormente combinadas de la cocina española y africana, con unas ciertas influencias caribeñas en especias y sabores. Existen influencias de los esclavos africanos que cultivaban la mayoría en las plantaciones de caña de azúcar, a pesar de que en la mayor parte de las ciudades constituyeron la minoría.
Las plantaciones de tabaco fueron habitadas principalmente por los campesinos españoles pobres, sobre todo de las Canarias. La parte oriental de la isla también recibió cantidades masivas de inmigrantes franceses, haitianos y del Caribe, principalmente durante la Revolución haitiana, así como los trabajadores estacionales para la cosecha de la caña de azúcar, sobre todo españoles, durante la década de 1850. Esto implicó que la cocina cubana se convirtiera en algo localmente tradicional.
A la llegada de los europeos, los nativos cosechaban tubérculos existentes tales como la yuca, y el boniato o batata. Otras plantas que formaban parte del conuco (campo cosechado en las villas indocubanas) eran a saber, el maíz, la calabaza y el quimbombó. Entre las frutas originarias de la isla se mencionan desde tiempos pretéritos, entre otras, la guayaba. Entre las especies es muy importante mencionar el ají, nombre de origen taíno con el cual se le llaman en Cuba a los pimientos, ya sean dulces o picantes. La lista más amplia se encuentra dentro de los cárnicos, ya que era muy usual el consumo de especies marinas como tiburones, lisas, manjuaríes, careyes, kawamas (caguamas), cobos, rabirrubias y chernas. Especies de agua dulce como la jicotea y biajaca, así como gran cantidad de aves y reptiles de gran tamaño como las iguanas y el cocodrilo cubano yzeus
Los colonizadores españoles adoptaron todos los elementos descritos, subsistiendo hasta hoy en día platos antiguos como el casabe y el ajiaco. Posteriormente integraron a la dieta cubana las legumbres, el arroz, y los cítricos tales como naranjas y limones así como el ganado vacuno y porcino. 
Los esclavos africanos incorporaron alimentos africanos como el ñame, una especie de tubérculo.

## Historia
En época precolombina, el clima tropical caribeño favoreció una exuberante naturaleza, de la cual, los antiguos taínos obtenían muy diversos alimentos. Basaban su dieta en vegetales como la yuca, el ají, el boniato, el maíz, la calabaza o el maní; en frutas como la guayaba, la piña, el anón, los icacos o el mamey; y en animales como la jutía, el manatí, el manjuarí, la iguana, la tortuga, aves y moluscos Todos estos alimentos de la isla fueron descubiertos cuando los navíos de Cristóbal Colón llegaron en 1492. Los europeos describieron como los taínos poseían utensilios de cocina, como cazuelas de barro o guayos con los que se raspaba la yuca para hacer casabe.

## Comida típica

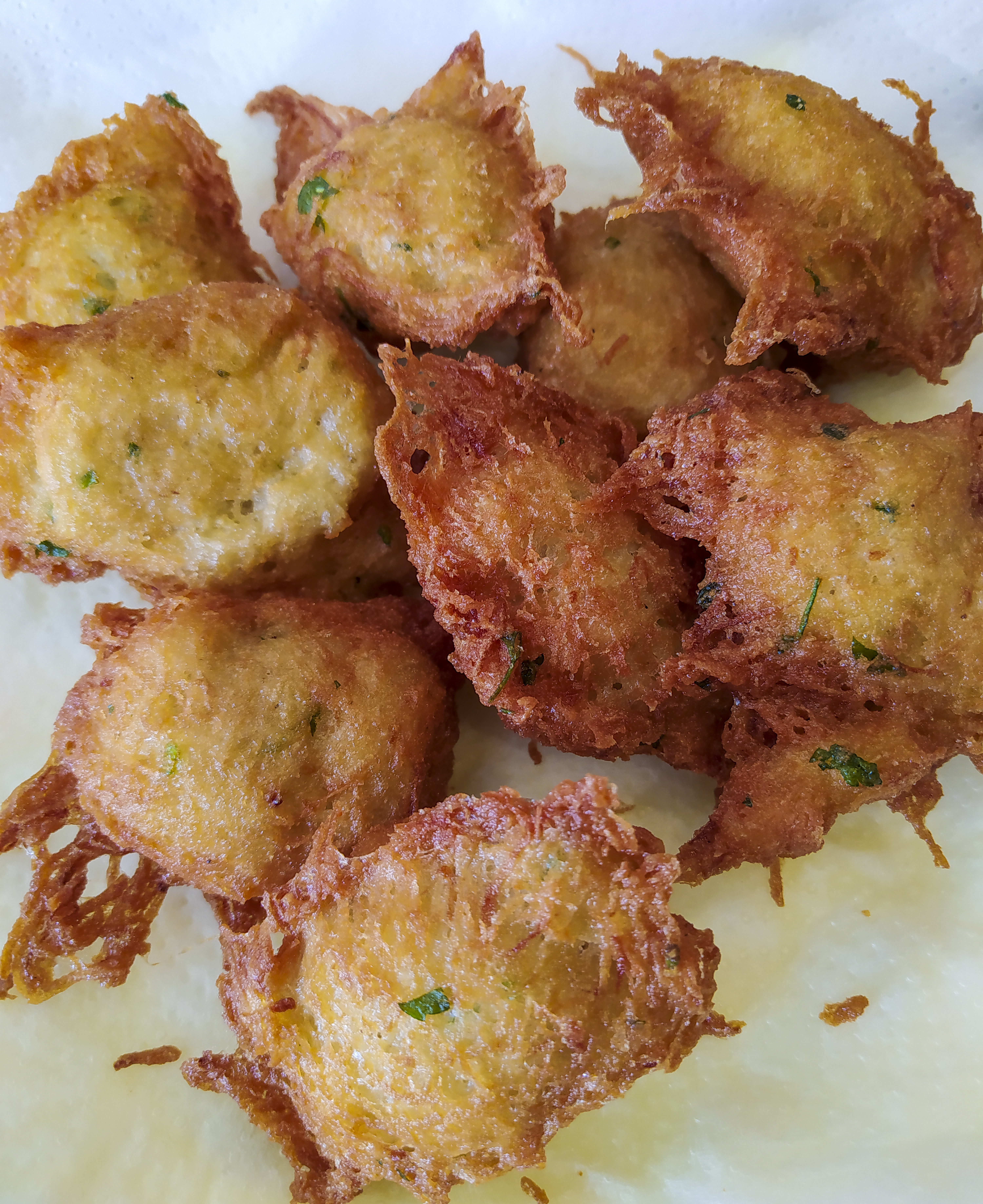
Frituras de malanga

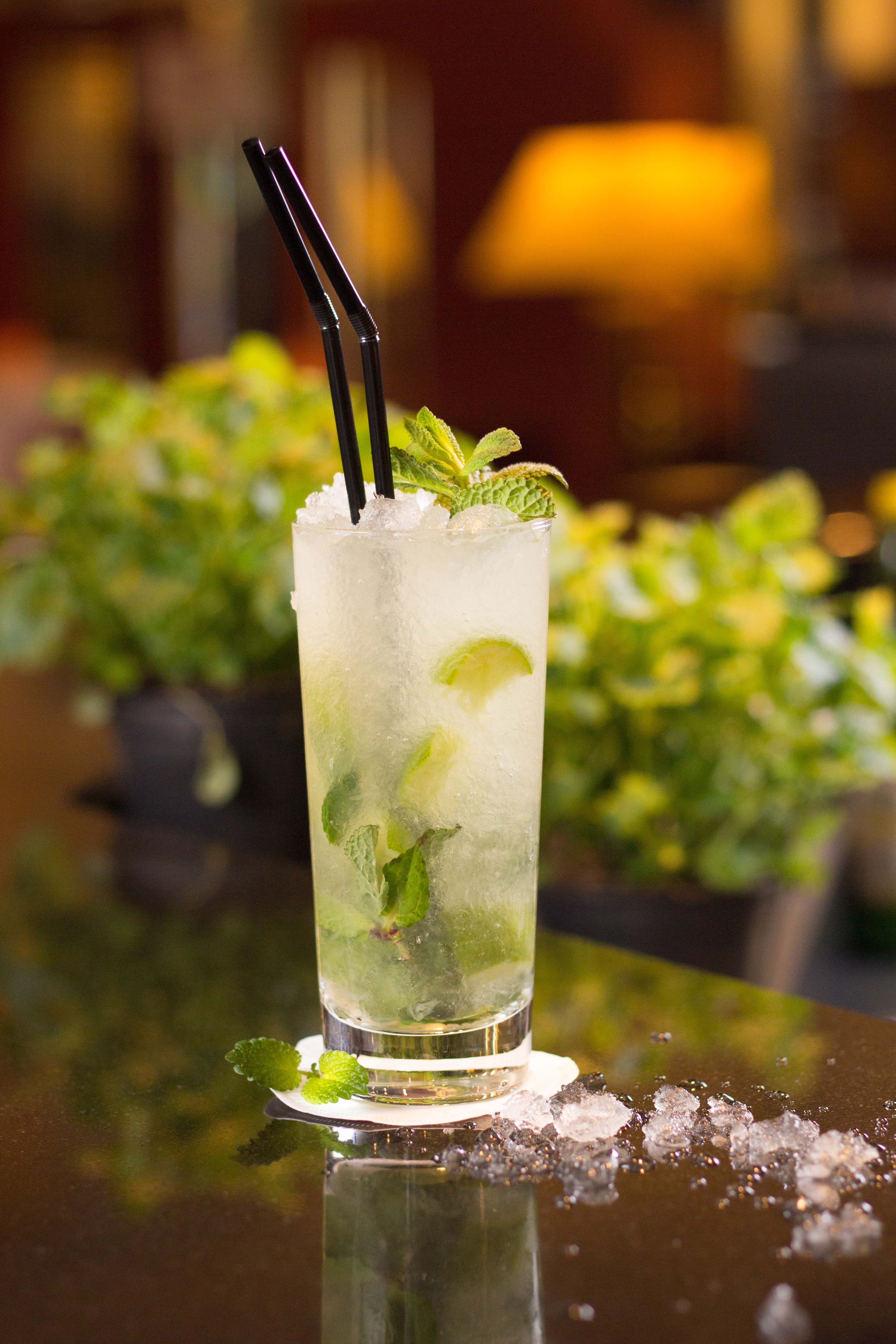
Mojito

- Lechón asado
- Yuca con mojo
- Arroz congrí
- Tostones
- Picadillo a la criolla
- Carne con papas
- Ajiaco
- Congrí oriental
- Sándwich cubano
- Caldosa
- Ropa vieja
- Rabo encendido
- Tamales
- Gaceñiga
- Paniqueque

### Cócteles
Una lista de los más populares cócteles cubanos:
- Daiquirí: de ron (preferiblemente dorado añejo), limón, azúcar, licor marrasquino y hielo.
- Mojito cubano: ron blanco, hojas de yerbabuena, limón, azúcar, agua de soda (efervescente) y hielo.
- Cubalibre: (ron dorado añejo, Coca Cola, limón y hielo).
- Malecón, inspirado en el Malecón de La Habana.
- Ron Collins o rum colins: de ron, limón, azúcar, agua de soda (efervescente) y hielo.
- El Presidente, a base de ron, curaçao de naranja, vermut y granadina.
- Telegrama: de ron, licor de menta y hielo.
- Manhattan cubano: ron dorado añejo, vermú dulce, Angostura y una cereza marrasquino